# Neastacilla leucophthalma
Neastacilla leucophthalma là một loài chân đều trong họ Arcturidae. Loài này được Kussakin miêu tả khoa học năm 1971.